# Dariamny Jiménez
Dariamny Jiménez (* 6. März 2000) ist eine dominikanische Leichtathletin, die sich auf den Sprint spezialisiert hat.

## Sportliche Laufbahn
Erste internationale Erfahrungen sammelte Dariamny Jiménez im Jahr 2023, als sie bei den Zentralamerika- und Karibikspielen in San Salvador mit der dominikanischen 4-mal-100-Meter-Staffel in 43,45 s die Bronzemedaille hinter den Teams aus Kuba und Trinidad und Tobago gewann. Im November verhalf sie der Staffel bei den Panamerikanischen Spielen in Santiago de Chile zum Finaleinzug und trug damit zum Gewinn der Bronzemedaille bei.

## Persönliche Bestzeiten
- 100 Meter: 11,92 s (+1,3 m/s), 1. April 2023 in Santo Domingo
- 200 Meter: 24,51 s (+1,0 m/s), 25. Juni 2022 in Santo Domingo